# Jack Rand
John Edward "Jack" Rand (19. juni 1902 – 1970) var en engelsk fodboldspiller. 
Han spillede for Cockfield, Everton, Watford, Flint Town, Connah's Quay & Shotton, Darlington, en kort overgang for Tunbridge Wells Rangers, Scarborough og West Stanley.